# Romania durant la Segona Guerra Mundial
Al juny de 1941, després d'un breu període de neutralitat sota el regnat de Carol II, Romania s'uní a les Potències de l'Eix durant la dictadura d'Ion Antonescu. A partir de juny de 1941, amb la invasió alemanya de la Unió Soviètica, diversos centenars de milers de soldats romanesos passen a combatre a l'Exèrcit Roig al costat de la Wehrmacht alemanya. Centenars de milers de jueus moririen de resultes d'actes de barbàrie, la responsabilitat dels quals recau directament sobre l'estat romanès. L'agost de 1944, el fill del rei Carol II, Miquel I deposà a Antonescu per mitjà d'un cop d'estat, i situà a Romania al costat dels Aliats. No obstant això, tot i aquest canvi de bàndol, la Gran Romania no va sobreviure a la guerra, i el país va perdre territoris en benefici de Bulgària i de la Unió Soviètica.

## L'entrada a la guerra
Llavors, Romania era un estat relativament recent, creat a mitjans del segle xix a partir de Valàquia i Moldàvia, territoris que es disputaven entre si els imperis Otomà, Rus i Austrohongarès. El primer rei de Romania, Carol I, provenia d'una família d'origen alemany, els Hohenzollern-Sigmaringen, i havia estat reconegut rei per les potències europees. El 1913, Romania va créixer amb l'annexió de Dobrudja, arran del Tractat de Bucarest. Durant la Primera Guerra Mundial, Romania restà inicialment neutral, per a unir-se finalment als Aliats a canvi de la promesa d'obtenir el territori de Transsilvània; això no obstant, aïllada geogràficament dels aliats occidentals, i després de la pau signada per la Unió Soviètica sorgida de la Revolució Russa, Romania es va veure obligada a signar el tractat de Bucarest, que l'obligava a acceptar l'ocupació del país per part dels Imperis Centrals.
Amb la derrota patida a la guerra pels Imperis Centrals el 1918, Romania tornà a trobar-se al camp dels vencedors en dita guerra. Mitjançant els tractats de Saint-Germain-en-Laye (1919) i de Trianon (1920), Transsilvània, Bucovina, Besaràbia, així com una part de Dobrudja, que estava sota control búlgar, passen a formar part del que es coneixerà com la Gran Romania (Romania Mare) que va existir al llarg del període interbèl·lic i fins al començament de la Segona Guerra Mundial, amb una població de 18 milions d'habitants (contra els 8 milions d'abans de la guerra).
Després de la guerra, amb l'inici de l'obertura de les explotacions petroleres i l'inici de la industrialització del país, la situació econòmica de Romania passa a ser relativament pròspera, la qual cosa no impedeix, a partir de 1927, l'ascens d'un moviment de tipus nacionalista, ortodoxista i antisemita, la Guàrdia de Ferro, dirigida primer per Corneliu Zelea Codreanu i, posteriorment, per Horia Sima.
Romania intentava mantenir un cert equilibri entre Alemanya, la influència de la qual als Balcans no deixava d'incrementar després de l'Anschluss al març de 1938, i França i el Regne Unit, sense oblidar la presència de la Unió Soviètica, amb la qual el país tenia frontera. Així doncs, Romania signà un acord amb el Tercer Reich al març de 1939 mitjançant el qual garantia el subministrament de petroli romanès a Alemanya, però no participa en la partició de Txecoslovàquia, la qual cosa comportaria que se signés un acord pel qual França i el Regne Unit garantirien la independència romanesa.
Pocs mesos després, Alemanya i l'URSS signarien el pacte germano-soviètic, en el qual una clàusula secreta subratlla l'interès soviètic sobre Besaràbia, que havia format part de la Rússia Tsarista des de 1812 (quan se la van prendre a l'Imperi Otomà) fins al 1918.
Vuit dies després de la signatura del pacte, els alemanys van envair Polònia. Oficialment, Romania es va mantenir neutral, garantint fins i tot el dret d'asil als membres del Govern Polonès que fugien de l'ocupació del seu país. El 21 de setembre, el Primer Ministre romanès, Armand Călinescu, que al maig havia decapitat la Guàrdia de Ferro al detenir a bona part dels seus dirigents, va ser assassinat per militants de la Guàrdia per ordre d'Horia Sima. Armand Călinescu era sospitós de voler una aliança amb el Regne Unit. El rei Carol II s'esforçà per mantenir encara la neutralitat del seu país durant alguns mesos més, però la derrota de França al maig de 1940 i la petició d'armistici van convertir en gairebé il·lusòries les garanties abans atorgades pels Aliats respecte a la independència romanesa.
El 26 de juny de 1940, la Unió Soviètica llançà un ultimàtum contra Romania. L'ambaixador alemany a Romania va aconsellar al rei Carol que contemporitzés i, al juliol, la Unió Soviètica ocupà la Besaràbia. Dues terceres parts de la regió, juntament amb una porció del terreny ja anteriorment rus a l'altra riba del riu Put van passar a formar part de la República Socialista Soviètica de Moldàvia. La resta de Besaràbia (la Bucovina del nord i el Budjak van ser incorporats a Ucraïna.

Pèrdues territorials de Romania al 1940, després de l'ultimàtum soviètic, el Tractat de Bucarest i els Acords de Craiova

El 30 d'agost, amb el Segon Arbitratge de Viena, Alemanya i Itàlia obliguen a Romania a la cessió de la Transsilvània septentrional a Hongria. El 7 de setembre, Romania cedeix a Bulgària, mitjançant els Acords de Craiova la part sud de Dobrudja, que havia passat a mans romaneses després de la Segona Guerra Balcànica el 1913. Contràriament a l'Arbitratge de Viena, els Acords de Craiova no obeeixen a pressions alemanyes, sinó que pretenien desactivar problemes amb Bulgària. Però el fet que es fessin tantes concessions territorials sense haver disparat ni un sol tret va suposar un gran cop al prestigi intern del rei Carol II.
El govern de Ion Gigurtu, constituït el 4 de juliol de 1940, va ser el primer govern romanès en el qual un militant de la Guàrdia de Ferro ocupava una cartera. Es tractava d'Horia Sima, que assumí el lideratge del partit després del traspàs de Codreanu.

## Arribada al poder d'Antonescu
Després de la pèrdua de la Transsilvània septentrional, la Guàrdia de Ferro de Sima i el general Ion Antonescu es van unir per compartir el poder, forçar l'abdicació del rei Carol II en favor del seu fill Mihai, un xicot de només 19 anys, i governar el que ells denominaven l'"Estat Nacional Legionari", que indefectiblement s'uniria a les forces de l'Eix durant la guerra.
Un cop al poder, la Guàrdia de Ferro reforçaria la legislació antisemita, posant en marxa una altra legislació paral·lela de caràcter xenòfob, dirigida contra els empresaris i negociants d'origen grec o armeni, i que s'aplicaria especialment per a permetre el cobrament de suborns per part dels no afectats. El 8 d'octubre de 1940, amb usant com a pretext una suposada petició del govern romanès, els soldats alemanys travessen la frontera romanesa sense disparar ni un sol tret, i al novembre, Romania s'uniria a l'Eix. Ben aviat seran més de 500.000 els soldats alemanys estacionats a Romania, que no només controlen la producció petroliera sinó que, a més, preparen el proper atac contra la Unió Soviètica.
Antonescu manté el càrrec i, per estar en condicions de recuperar almenys la Besaràbia, accepta fer avenços en el compromís de col·laboració de Romania amb els nazis. Però abans de l'entrada a la guerra de Romania, al juny de 1941, té lloc una revenja interna entre els romanesos:
La Guardia de Ferro seguia sent la facció dominant, però el 27 de novembre de 1940, més de 60 antics dignataris i dirigents van ser executats pels legionaris a la presó de Jilava com a venjança per l'assassinat de Codreanu dos anys abans. Entre els morts apareixen l'historiador i antic primer ministre Nicolae Iorga o l'economista i antic ministre Virgil Madgearu, tot i que mai no havien estat detinguts.
La cohabitació entre la Guàrdia de Ferro i Antonescu no va ser realment senzilla. Després dels fets del 27 de novembre, la policia al servei dels legionaris va ser dissolta, i els assassins de Iorga van ser morts. El 20 de gener de 1941, la Guàrdia de Ferro intentà assaltar el poder mitjançant un cop d'estat acompanyat d'un Pogrom antisemita a Bucarest, però Antonescu aconseguí resistir el cop i, quatre dies després, la Guàrdia va veure's obligada a abandonar el govern. Sina i molts altres legionaris van escapar cap al Tercer Reich, on van aconseguir asil polític, tot i que molts altres van ser empresonats. Al març, Antonescu va convocar un plebiscit, on va obtenir dos milions de "si" davant només 3.360 "no". Els sindicats van ser prohibits des de finals de 1940.

## La guerra al Front de l'Est

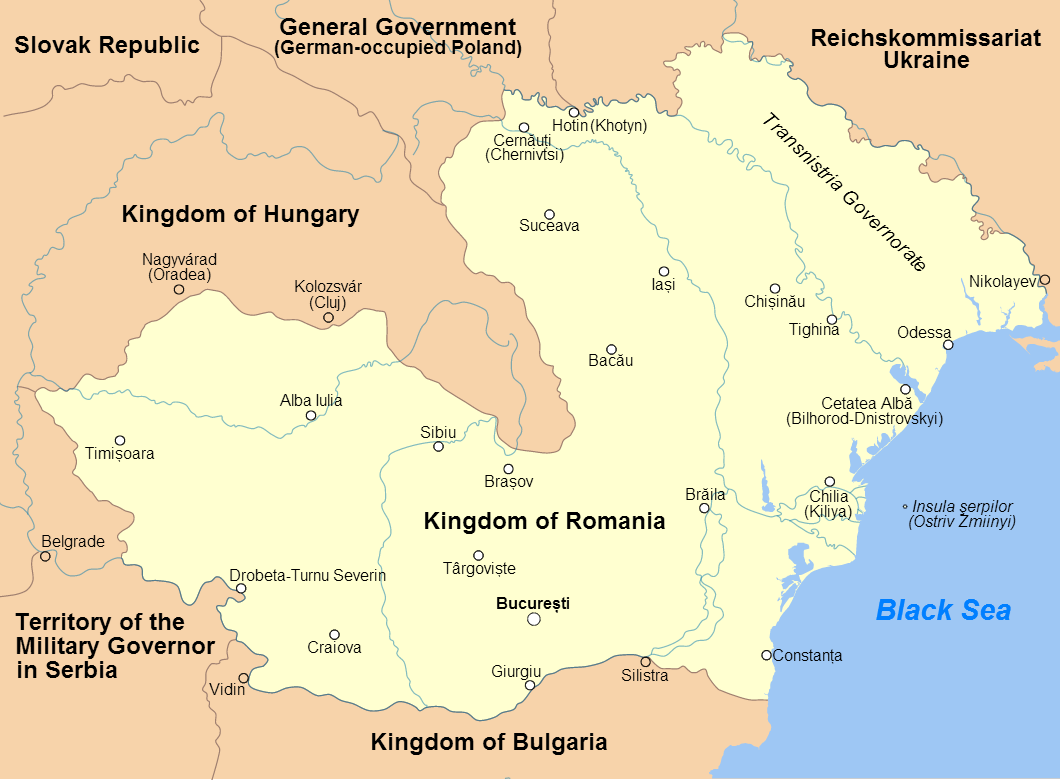
Fronteres de Romania entre 1941 i 1944).

El 22 de juny de 1941, la Wehrmacht atacà la Unió Soviètica en un ampli front, des del Bàltic fins al mar Negre. Des de l'inici de l'ofensiva, l'exèrcit romanès prengué part activa juntament amb els alemanys. En total 473.000 soldats romanesos van prendre part en l'ofensiva, enquadrats en els III i IV Exèrcits Romanesos. D'entre les tropes de l'Eix, es tracta del contingent més nombrós (òbviament, a part dels alemanys). Les tropes romaneses van travessar el riu Put i, juntament amb els alemanys, van recuperar la Besaràbia cedida poc abans als russos, per conquerir després les ciutats d'Odessa i Sebastòpol. Els romanesos van tenir un paper essencial en el dispositiu del setge d'Odessa, finalitzat el 14 d'octubre de 1941 amb l'evacuació de la ciutat per part de l'Exèrcit Roig.
Romania s'annexionà els territoris soviètics que es trobaven a l'est del riu Dnièster, és a dir, a l'est de Moldàvia, una regió anomenada Transnistria i, després de la Batalla d'Odessa, van annexionar-se la ciutat i la seva rodalia. Els exèrcits romanesos van endinsar-se cada cop més profundament a l'URSS durant 1941 i 1941, abans de patir el desastre de la batalla de Stalingrad, en la qual l'exèrcit romanès, que ocupava els flancs de Stalingrad, fos objecte directe de l'ofensiva de l'Exèrcit Roig. El novembre de 1942, el general romanès més destacat del període, Petre Dumitrescu, que es trobava al capdavant del III Exèrcit Romanès, quedà temporalment al comandament del VI Exèrcit alemany com a suport per a resistir l'ofensiva soviètica.
El govern d'Antonescu també considerava inevitable a mitjà termini una guerra oberta amb Hongria (també aliada dels alemanys), amb motiu del contenciós obert pel control de Transsilvània, però al febrer de 1943, amb la rendició a Stalingrad del VI Exèrcit del mariscal Paulus, així com de les forces romaneses que l'acompanyaven a causa dels diversos atacs de l'Exèrcit Roig, l'Exèrcit Romanès queda delmat, veient-se obligat a procedir a la retirada juntament amb els alemanys.

## El bombardeig de Romania

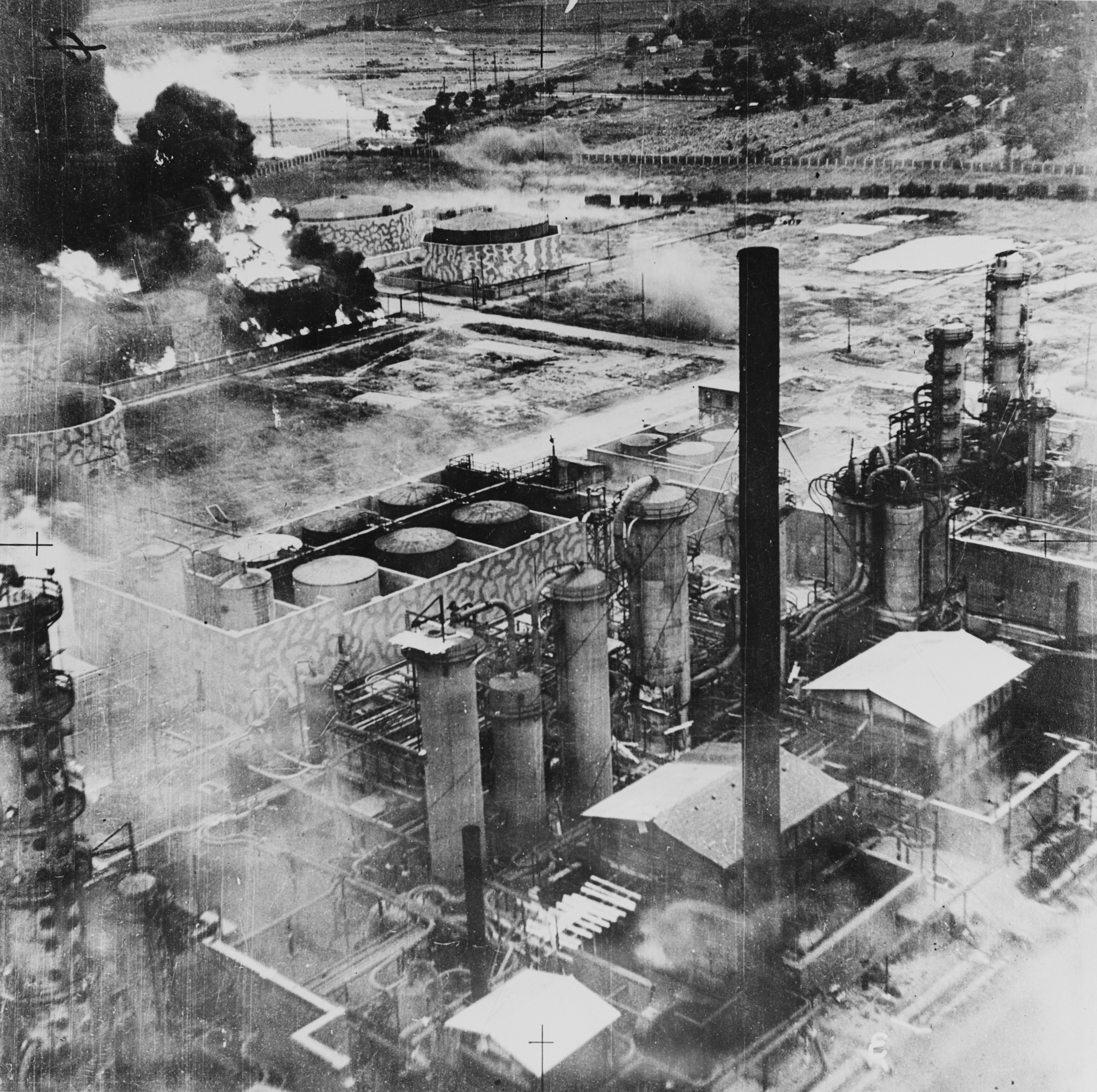
Dipòsits petrolífers en flames a Ploieşti, després d'una incursió de bombardeig de la USAAF

Durant tot el període de govern d'Antonescu, Romania havia estat el proveïdor pel Tercer Reich i pels exèrcits de l'Eix de diversos subministraments d'importància estratègica, com el petroli, els cereals o alguns productes manufacturats. Per tant, des de 1943 passà a ser un objectiu clau de les bombardeig estratègic dels Aliats. Segons Geoffrey Regan, l'Operació Sisme Submarí, d'agost de 1943, va ser una de les més importants dutes a terme per les Forces Aèries de l'Exèrcit dels Estats Units: el dia 1 d'agost de 1943, 178 bombarders B-24 Liberators van enlairar-se des de Bengasi amb l'objectiu d'atacar les refineries petroleres construïdes al costat dels jaciments petrolers de Ploieşti. Com que els alemanys havien interceptat i desxifrat alguns missatges relatius a l'operació, la incursió va haver d'enfrontar-se a una forta resposta dels caces de la Luftwaffe, i únicament 88 bombarders van poder tornar a les seves bases a la Cirenaica. Per tota la resta, els danys causats durant el bombardeig van poder ser reparats amb facilitat, i la producció petrolífera va recuperar el seu nivell previ a l'atac en poques setmanes.
Va haver-se d'esperar fins al 1944 perquè els bombardeigs en massa, efectuats des de bases més properes situades a Itàlia, causessin danys més seriosos al complex petrolífer romanès. Pel seu costat, Bucarest va ser atacada simultàniament el 14 i 15 d'abril de 1944 pels avions de la USAAF i de la RAF.

## Relacions amb Alemanya
Des de la seva ascensió al poder el 22 de novembre de 1940, Antonescu s'havia inclinat cap a Hitler. Aquest li va informar en aquell moment de les seves intencions respecte a la Unió Soviètica, la qual cosa ajuda a entendre el nivell de preparació de l'exèrcit romanès durant l'Operació Barbarroja. Durant una nova visita a Hitler, el 12 de juny de 1941 (només 10 dies abans de l'inici de la invasió), Antonescu va declarar que Alemanya sempre podria comptar amb l'ajut romanès, sempre que no es tractés d'un atac contra els eslaus. Això no expressava els sentiments del conjunt del país, però sí que expressava clarament els sentiments dels grups de tal feixistes com la Guàrdia de Ferro. També s'ha de tenir present a la minoria alemanya de Transsilvània, relativament ben situada econòmicament i bastant ben organitzada per a poder exercir una notable influència, òbviament favorable a la tesi d'una posició dominant d'Alemanya en el conjunt del continent europeu.
Els alemanys s'havien convertit en propietaris de la part de capital que el govern francès tenia en la indústria petroliera romanesa, conseqüència de la llarga vinculació de Romania amb França. Dita apropiació es va produir, ja que aquest capital va ser un dels mitjans emprats pel govern de Vichy per a saldar l'elevat deute de guerra que li havia estat imposat a les clàusules de l'armistici del 22 de juny de 1940. El Tercer Reich va fer servir aquest capital com a mitjà parcial de pagament a Romania; però la majoria dels productes enviats per Romania a Alemanya no van rebre cap mena de compensació financera, produint-se una espectacular inflació al país com a conseqüència.
L'ambaixador alemany a Bucarest durant tot el període va ser Manfred von Killinger, i el representant del RSHA va ser Gustav Richter.

## L'Holocaust a Romania

### Vista del conjunt
Al desembre de 1930, el padró d'habitants indicava l'existència de 756.930 jueus a Romania, dels quals, uns 420.000 vivien en regions cedides el 1940 a la Unió Soviètica, Hongria o Bulgària, amb la qual cosa en quedaven uns 330.000 als territoris romanesos en aquelles dates.
Romania presenta el cas particular d'un país en el qual l'Estat s'implica directament, juntament amb els alemanys, en un conjunt de matances, així com en l'organització de camps de concentració, provocant així la destrucció de la meitat de la població jueva existent abans de la guerra; però en el qual aquest mateix estat es desvincula finalment del projecte nazi de l'extermini, rebutjant des de 1942 la deportació dels jueus romanesos cap als camps d'extermini nazis; la qual cosa ajuda a comprendre com la meitat dels jueus romanesos es va salvar de l'Holocaust al final de la guerra. Segons la Commission Wiesel, l'Estat de Romania va assassinar de maneres diverses entre 280.000 i 380.000 jueus a les regions de Besaràbia, Bucovina i Transnistria.

### Situació dels jueus abans de l'aliança amb Alemanya
Fins i tot abans que Romania passes oficialment a l'estat d'aliada de l'Alemanya Nazi i entrés a l'esfera d'influència d'aquesta darrera, les autoritats romaneses ja havien desenvolupat una política d'un marcat tall antisemític, de la que les principals víctimes havien estat els jueus residents a les zones orientals del país, car se'ls associava persistentment amb el comunisme i a una potència estrangera com la Unió Soviètica; així com als jueus transsilvans se'ls associava amb l'antic règim de l'imperi Austrohongarès i, a la pràctica, com a agents d'Hongria. Diversos moviments d'extrema dreta, amb grans dosis de populisme i fraseologia revolucionària, com la mateixa Guàrdia de Ferro, es van beneficiar d'un fort suport popular, gaudint a més de suport a les esferes governamentals quan sol·licitaven que els jueus romanesos quedessin exclosos de la possibilitat d'ocupar càrrecs des d'on poguessin exercir una mínima influència, o directament, que se'ls expulsés del país.
L'aprovació de les primeres mesures d'exclusió va tenir lloc al desembre de 1937, sota el mandat del primer ministre Octavian Goga: 120.000 jueus van ser privats de la nacionalitat romanesa. Els successors de Goga van prosseguir amb la mateixa línia d'actuació, aprovant mesures de prohibició d'exercici de determinades professions per a jueus. El 8 d'agost de 1940 es donà un nou pas en aquesta política, amb l'aprovació de noves prohibicions d'exercici de diverses professions, però també s'apliquen a aquells d'origen jueu però batejats. També queden prohibits els matrimonis mixtes entre jueus i cristians. Les diferents discriminacions, això no obstant, només s'aplicaren parcialment a jueus la ciutadania romanesa dels quals era anterior a 1918.
Com a conseqüència de tot plegat, a la tardor de 1940, diversos milers de jueus van abandonar Romania, marxant cap a Palestina, la qual cosa va permetre que les mesures de prohibició d'exercici laboral fossin cada vegada més dures.

### Les matances de jueus a les regions perifèriques
Fins i tot després de la caiguda de la Guàrdia de Ferro, el règim d'Antonescu, que mantenia l'aliança amb el Tercer Reich, seguí endavant amb la política d'opressió i de matances respecte als jueus, i en una mesura inferior, contra els gitanos.
A les regions cedides a la Unió Soviètica o a Hongria, l'entrada a la guerra de Romania al juny de 1941 comportà per a la població jueva l'inici d'una fase de persecució especialment ferotge i mortífera. La major part de les matances van ser perpetrades per les tropes romaneses en zones de guerra, sovint amb la col·laboració dels Einsatzgruppen de les SS, però també van haver moltes persecucions a la rereguarda.
Amb anterioritat a l'esclat de l'Operació Barbarroja, el govern romanès havia expulsat als jueus de les zones frontereres amb la Unió Soviètica, car s'acusava sistemàticament als jueus de ser partidaris de l'URSS. Poc després del 22 de juny de 1941 es produí un incident amb desertors que van disparar contra l'exèrcit, sent el detonant del pogrom de Iasi: 120.000 jueus van ser assassinats o tancats en trens on van morir lentament de fam o set. A finals de juliol, Romania expulsà entre 25.000 a 30.000 jueus de Besaràbia (a l'est del riu Dnièster) a la, d'on són expulsats de nou pels alemanys. Quan el control de la Transnistria és finalment adjudicat a Romania, els romanesos hi enviaren a 160.000 jueus en condicions tan precàries que només 135.000 arribaran al seu destí. La meitat dels 320.000 jueus de Besaràbia, Bucovina i del districte de Dorohoi van ser assassinats durant els mesos que van seguir a l'entrada de Romania a la guerra. Després d'aquestes matances inicials, els jueus van patir més pogroms, van ser tancats a ghettos per, finalment, ser enviats a camps de concentració a la Transnistria. I respecte als 150.000 jueus de la Transilvania septentrional, la seva sort no va ser millor, car 120.000 van ser assassinats poc després pels hongaresos.
Les tropes romaneses van tenir una gran implicació en la massacre comesa a la ciutat d'Odessa a la tardor de 1941, en la qual van ser assassinats uns 100.000 jueus. Durant aquest període Ion Antonescu va estar en contacte amb Wilhelm Filderman, president de la Federació de Comunitats Jueves de Romania. El 19 d'octubre de 1941, Antonescu es justificava davant Fildermant dient "A Odessa, els jueus havien empès a les tropes soviètiques a una resistència inútilment prolongada, únicament per a causar-nos més baixes".

### La situació dels jueus a la Romania central
A la mateixa Romania, la corrupció s'alimentava amb l'espoliació dels jueus en totes les seves variants possibles. A partir de 1943, s'implantà un treball forçat pels jueus, mitjançant el qual 40.000 homes van quedar subjectes a treballs de peó propers als seus habitatges, havent-se de presentar a trenc d'alba amb pics i pales i portant el seu propi menjar. 26.000 jueus van poder pagar per comprar quedar exents d'aquesta mesura.
Paral·lelament a la política de la Romania d'Antonescu respecte als jueus, els nazis van exercir a més pressions perquè la dita política es conformés i s'adeqüés amb les grans línies de la Solució final, posada en marxa a partir de 1942. No obstant això, la mateixa Romania, que havia participat en l'extermini dels jueus a Besaràbia, Bucovina o Transnistria, va tenir reticències, mogudes per una mena de fosc sentiment de tipus nacionalista.
A finals de 1941, Gustav Richter, membre de les SS, i Radu Lecca, ministre plenipotenciari romanès per a assumptes jueus, havien obtingut d'Antonescu la creació d'un Consell Jueu fantasma, el Centrala Evreilor din Romania, però paral·lelament Fiderman i la Confederació van seguir exercint les seves activitats i organitzant ajuts pels jueus de la Transnistria.
El novembre de 1941, l'ambaixada alemanya a Bucarest va aconseguir que Romania es desinteressés per la sort dels jueus alemanys, si bé al protektorat de Bohèmia-Moràvia i en altres països conquerits, els consols romanesos van seguir protestant i intervenint quan es presentaven amenaces contra jueus de nacionalitat romanesa, i al juliol de 1942, l'Ambaixada de Romania a Berlín va fer constar que els jueus hongaresos no eren deportats, i que el Govern Romanès difícilment podria acceptar que els seus jueus fossin pitjor tractats que els hongaresos.
Sempre al juliol de 1942, i amb gran alegria d'Adolf Eichmann, cap de la RSHA, els nazis semblava que havien aconseguit reunir totes les voluntats per a poder procedir a la deportació de tots els jueus romanesos al districte de Lublin, a la Polònia ocupada i, a l'agost, Radu Lecca es traslladà a Berlín per a negociar l'assumpte, tot i que es considerà mal rebut i des de llavors es dedicà a retardar l'operació.
El caràcter definitiu del gir a la política romanesa no va ser evident pels alemanys fins a desembre de 1942, quan van saber que Antonescu es plantejava autoritzar que entre 75.000 a 80.000 jueus emigressin a Palestina mitjançant una forta indemnització.
Contràriament al cas d'altres països d'Europa central i oriental, on la major part de la població jueva va ser dirigida cap als camps d'extermini, bona part dels jueus romanesos van sobreviure a la guerra, tot i les diverses persecucions de les que van ser víctimes: treball forçat, espoli i lleis d'exclusió. La Comissió Wiesel resum així una situació tan complexa: 
| « | D'entre tots els aliats de l'Alemanya nazi, Romania carrega amb la responsabilitat de la mort de més jueus que qualsevol altre país llevat la pròpia Alemanya... Iasi, Odessa, Bogdanovka, Domanovka i Peciora, per exemple, es troben entre les massacres més odioses contra els jueus durant la Shoah. Romania va cometre un genocidi contra els jueus. El fet que alguns jueus hagin sobreviscut en algunes zones de Romania no ha d'amagar aquesta realitat | » |

## La guerra en territori romanès

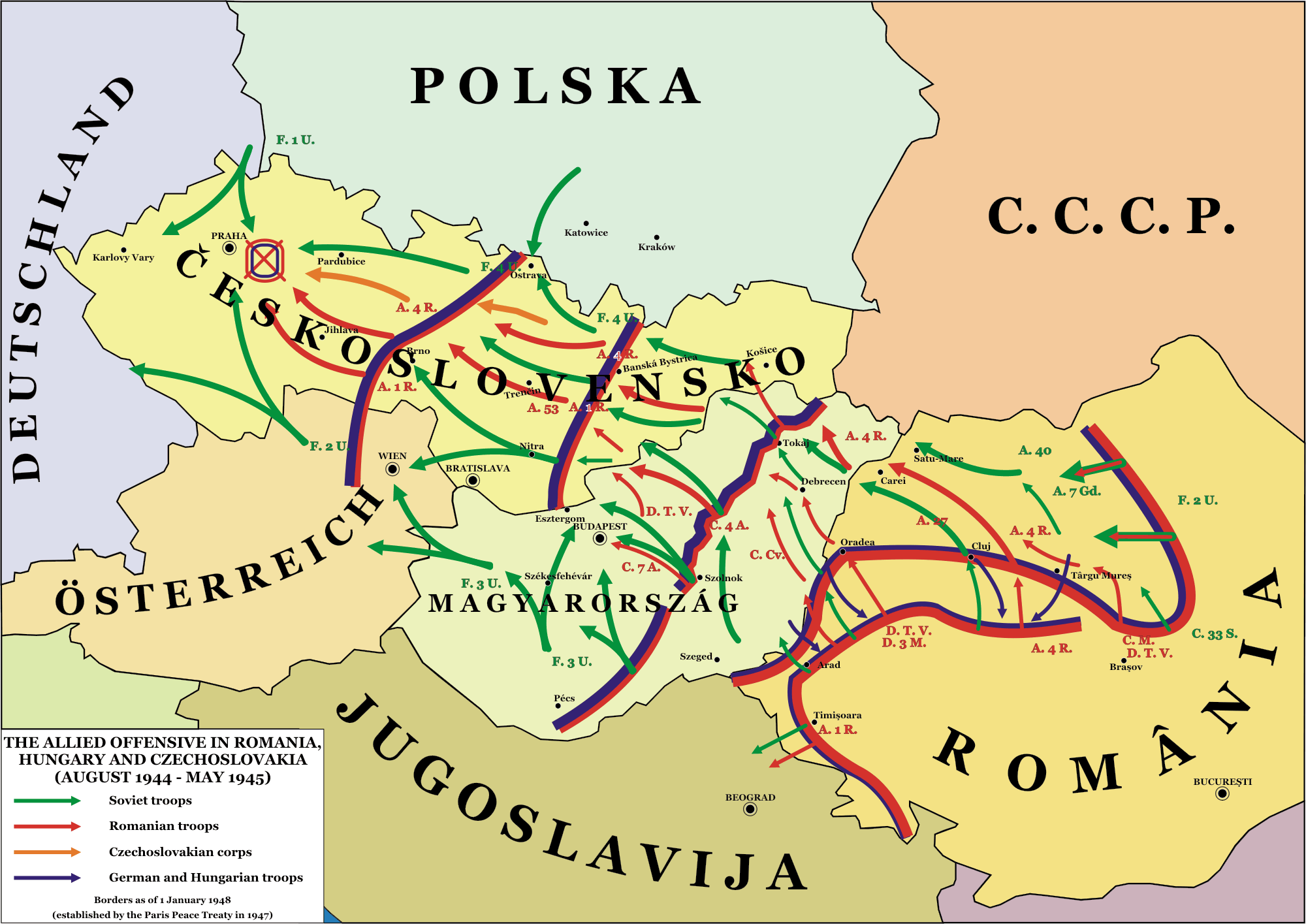
Campanya aliada de Romania

A partir de febrer de 1943, i amb de l'ofensiva de l'Exèrcit Roig després de la victòria a Stalingrad, començava a ser evident que la guerra havia donar un gir contrari als interessos de les forces de l'Eix.
El 1944, com a conseqüència dels desastres patits al Front Oriental i dels bombardeigs aliats, l'economia romanesa cada cop més es trobava en una situació més delicada. El ressentiment contra les càrregues cada cop majors de la presència alemanya a Romania anava en augment, i era compartit fins i tot per aquells que havien estat els més fervents partidaris de l'aliança militar amb Alemanya i la subseqüent entrada a la guerra.
Al maig de 1944 va tenir lloc la primera batalla en territori romanès, la batalla de Târgul Frumos, però no va ser fins a l'agost en què l'Exèrcit Roig travessà massivament la frontera romanesa i tingué lloc la batalla de Romania.

## El cop d'estat del rei

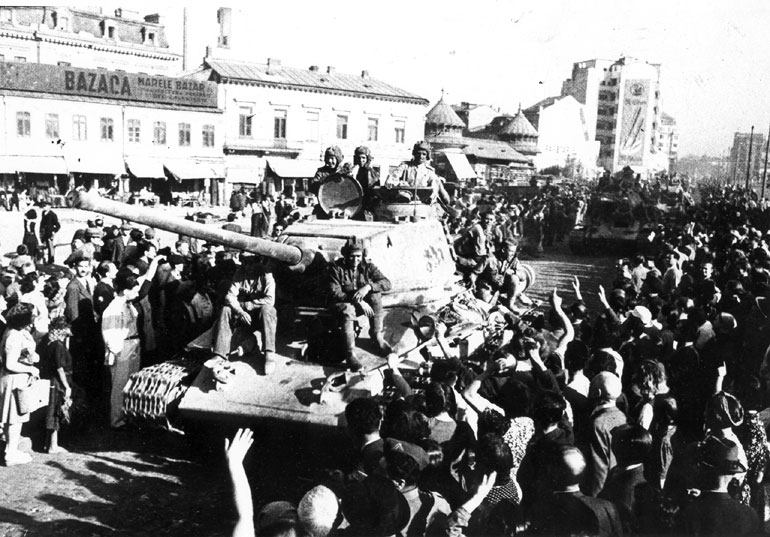
Els habitants de Bucarest aclamen a l'Exèrcit Roig, el 31 d'agost de 1944, a la seva entrada a la ciutat com a nou aliat romanès

El 23 d'agost de 1944, el rei Miquel I donà un cop d'estat que va tenir èxit, amb l'ajut de polítics de l'oposició i de part de l'exèrcit romanès. Es deposà a Antonescu i el rei proposà a l'ambaixador alemany, Manfred von Killinger, que les tropes alemanyes presents al territori romanès es retiressin, indicant que no serien inquietades pels romanesos. Els alemanys intentaren donar un gir a la situació, però l'exèrcit romanès es posà al costat del rei per resistir-se als atacs alemanys. Miquel I proposà llavors als Aliats posar a la seva disposició l'exèrcit romanès per a continuar la lluita, però ara contra els alemanys. Les respostes britànica i soviètica es van fer esperar fins al 12 de setembre; i mentre que se celebraven les negociacions, els soviètics tractaven a Romania com un enemic, amb un Exèrcit Roig travessant el país i lliurant-se a episodis de pillatge, saqueigs i violacions sistemàtiques. Uns 140.000 soldats romanesos van ser fets presoners pels soviètics.
El 10 d'octubre de 1944 a Moscou, Churchill i Stalin van arribar a un acord sobre el futur dels Balcans després de la caiguda del Tercer Reich. Romania, igual que Bulgària, quedarien dins de l'esfera d'influència soviètica, mentre que Grècia quedaria sota influència britànica.
L'article 18 de l'acord de l'armistici signat el 12 de setembre de 1944 estipulà que "El Govern Romanès haurà de sotmetre's a la Comissió de Control Aliada...", i l'article 14 preveia que haurien de ser els tribunals romanesos qui jutgessin als criminals de guerra romanesos.
Finalment, l'exèrcit romanès acabaria la Segona Guerra Mundial lluitant juntament amb l'Exèrcit Roig contra els alemanys a Transsilvània, Hongria i Txecoslovàquia. Durant aquests darrers combats, els romanesos van patir un elevat nombre de baixes.

## La Postguerra
- Més informació a l'article:  República Socialista de Romania

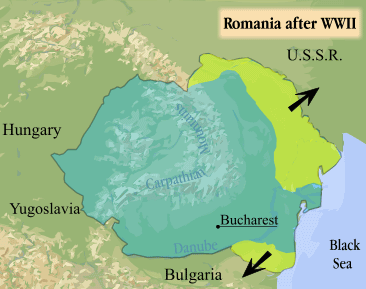
Mapa de Romania després de la Segona Guerra Mundial, amb els territoris perduts pel país indicats

El 1947, el Tractat de París no reconeixia a Romania l'estat de co-bel·ligerant. Transsilvània era reconeguda de nou com a part integrant de Romania, però Besaràbia i el nord de Bucovina van ser annexionades de nou per la Unió Soviètica. Romania quedà així disminuïda en prop de 60.000 km² i uns 3 milions d'habitants.
La presència militar de l'Exèrcit Roig, que suposava l'ocupació soviètica del país, va conduir a l'abdicació del rei Miquel I i a la formació d'un govern comunista el mateix any 1947. Antonescu va ser executat el 1946, mentre que l'ambaixador alemany, von Killenger, s'havia suïcidat el 1944.